# Hôtel de ville de Limoges
L'hôtel de ville de Limoges, situé au 1 square Jacques Chirac, à la porte sud du centre-ville, accueille les institutions municipales de la commune.

## Histoire

### L'ancien hôtel de ville
Sous l’Ancien Régime, le quartier administratif et judiciaire de Limoges était place du présidial.

### Le bâtiment actuel
Le nouvel hôtel de ville, inauguré en 1883, s’élève à l’emplacement de l’ancien forum antique. Sa construction a été rendue possible par l'important legs d'Alfred Fournier, riche propriétaire rentier limougeaud, mort sans descendance le 24 juillet 1875. Un buste sculpté de celui-ci orne le hall d'entrée, placé au centre de l'escalier d'honneur.
Avant l'inauguration du nouvel édifice, les services communaux avaient été provisoirement transférés à l'hôtel de la Bastide, situé rue Turgot.

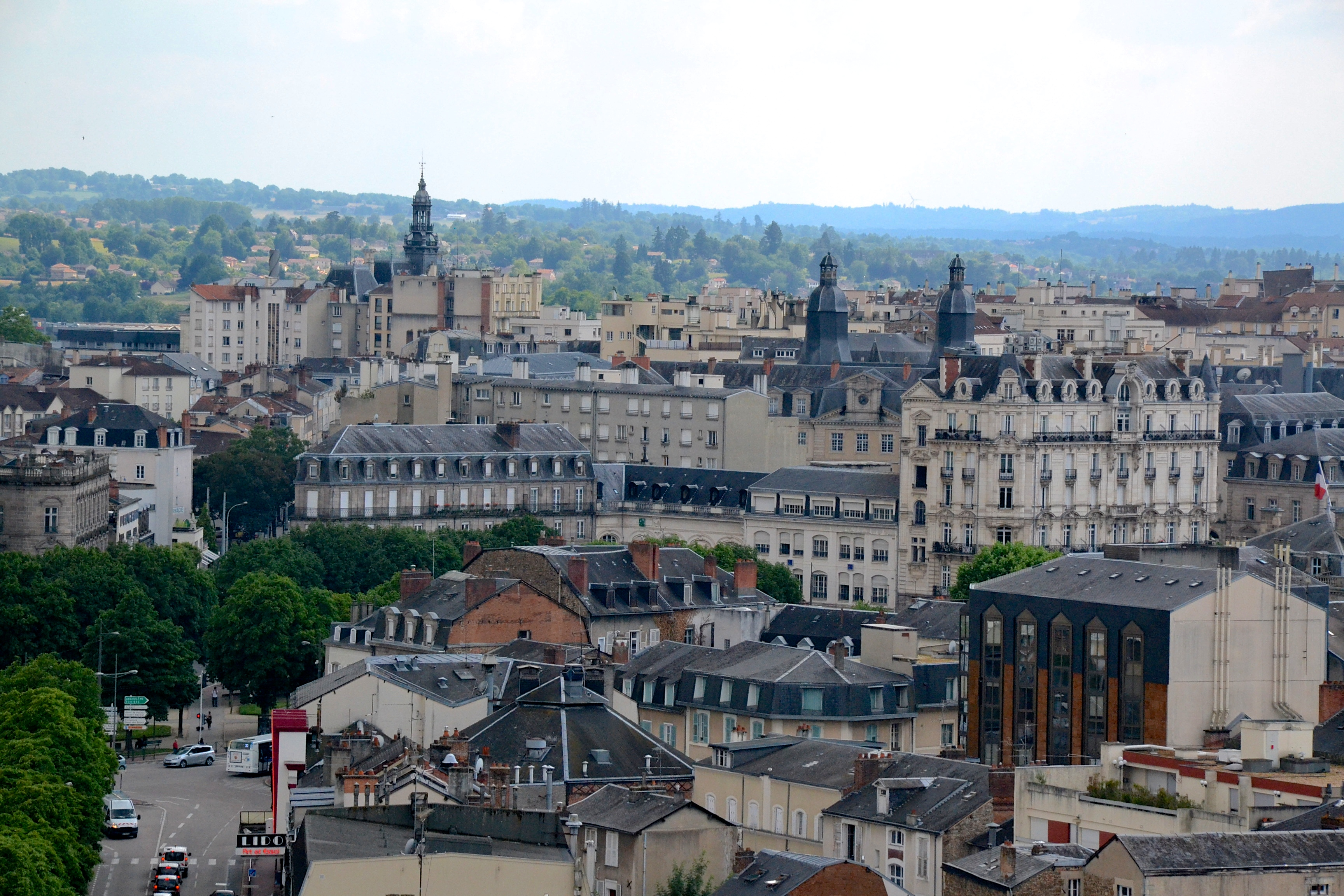
Le campanile de la mairie, vu depuis celui de la gare de Limoges-Bénédictins. À droite, les clochetons du lycée Gay-Lussac.

#### Architecture et décor
Le bâtiment, conçu par Charles-Alfred Leclerc, grand prix de Rome et architecte des palais de Versailles et du Trianon, est inauguré le 14 juillet 1883. Les trois corps de bâtiments avec une toiture en ardoise sont dominés par un campanile. La façade principale mêle les styles Renaissance et Louis XIII. Elle comporte une horloge supportant le blason de Limoges, entourée de deux frontons sur lesquels figurent deux grandes allégories de Tony Noël, représentant L'Orfèvrerie et L'Émaillerie. Quatre médaillons en céramique, œuvre de l'italien Giandomenico Facchina, qui a notamment travaillé pour le Petit Palais, la basilique du Sacré Cœur ou encore la basilique de Lourdes, accueillant les portraits de quatre limougeauds célèbres : Léonard Limosin, Henri François d'Aguesseau, Pierre Victurnien Vergniaud et Jean-Baptiste Jourdan, sont situés de part et d'autre du blason.
À l'intérieur deux huiles sur toiles marouflées en dessus-de porte exécutées par le peintre d'histoire français Henri-Paul Motte (1846-1922) ornent le palier du 1er étage de l'escalier d'honneur : Passé et Présent : union du Limousin à la France par Henri IV (salon de 1884) et son pendant L'atelier de Léonard Limosin (1885).
Au milieu du square situé devant l'entrée du bâtiment se trouve une fontaine de porcelaine, bronze et granit construite entre 1892 et 1893. Initialement prévue pour la place de la République et voulue par Auguste Louvrier-de-Lajolais, directeur de l'École nationale d'art décoratif de Limoges, elle est l'œuvre de Charles Genuys, architecte en chef du dôme des Invalides, et est le fruit d'une collaboration entre les écoles de Paris et de Limoges. Le square porte le nom de Jacques Chirac depuis décembre 2019.
L'hôtel de ville fait l’objet d’une inscription au titre des monuments historiques depuis le 15 janvier 1975. En 2015, la municipalité, associée à la Fondation du patrimoine, lance un appel au mécénat populaire pour financer les travaux de rénovation du bâtiment.

### Histoire politique
Au début de la Seconde Guerre mondiale, le roi des Belges Léopold III choisit non sans heurts de capituler face à la menace nazie. Une partie des ministres — dont leur chef, Hubert Pierlot — et parlementaires belges quitte la Belgique. Après avoir trouvé refuge à Poitiers, les exilés rallient Limoges le 31 mai 1940 où ils sont accueillis par le maire Léon Betoulle et condamnent par un vote la capitulation du souverain. Ils occupent plusieurs bureaux de la mairie et de la préfecture. Les drapeaux belges sont déployés au côté des drapeaux français. Certains, dont Pierlot, fuient vers Sauveterre-de-Guyenne durant l'été, et acculés par le régime de Vichy, régime de Collaboration en France dirigé par le maréchal Philippe Pétain et notamment mis en œuvre par Pierre Laval avec le Troisième Reich passent clandestinement en Angleterre.
En décembre 2021, la majorité municipale décide de changer l'adresse officielle de la mairie, et de remplacer « place Léon Betoulle » par « square Jacques Chirac », du nom du petit jardin public au centre de ladite place, ainsi baptisé en 2019. Cette décision suscite les critiques de l'opposition au conseil municipal.

## Administration
Émile Roger Lombertie (LR) est le maire de la commune de Limoges depuis 2014, réélu en 2020.